# Cerkiew św. Mikołaja w Pełkiniach
Cerkiew św. Mikołaja w Pełkiniach – dawna murowana parafialna cerkiew greckokatolicka, znajdująca się w Pełkiniach. Obecnie kościół rzymskokatolicki pw. Najświętszej Maryi Panny Królowej Polski.

## Historia
Na podstawie regestrów poborowych z 1515 roku wiadomo, że już od jakiegoś czasu przed 1515 rokiem istniała w Pełkiniach parochia. Cerkiew drewniana została zbudowana w 1870 roku, przez księcia Adama Czartoryskiego. Cerkiew murowana pw. Świętego Mikołaja została zbudowana w 1909 roku. Parochia greckokatolicka istniała do 1945 roku i należała do dekanatu jarosławskiego.
Parochowie Parochii Pełkinie.
1784–1818 Jan Krypiakiewicz.
1818–1842 Jan Krypiakiewicz (syn Jana Krypiakiewicza).
1842–1843 Jan Stankiewicz.
1843–1846 Karol Podoliński.
1846– ? Sylwester Eques de Liskowacki.
 ? – ?  Cyryl Obuszkiewicz.
 ? – ? Teodor Tymiński.
1885–1893 Jan Karanowicz.
1893– ? Grzegorz Kalimon.
 ? – ? Jan Kostek.
 ? – ? Orest Hnatyszak.
1912–1918 Włodzimierz Dąb.
1918–1945 Wasyl Cichowlaz.
W 1945 roku na Ukrainę wysiedlono 266 osób z 72 domów. Pozostała cerkiew została przejęta przez Kościół rzymskokatolicki i zaadaptowana na kościół parafialny pw. Marii Panny Królowej Polski. Restaurowana w latach 1970-1980. Wewnątrz kościoła znajduje się polichromia wykonana w 1988 roku przez Zygmunta Wiglusza. 
Obok cerkwi stoi murowana dzwonnica z lat 20. XX wieku.

## Literatura
- Dmytro Błażejowski, Istorycznyj szematyzm Peremyskoji Eparchiji z wkluczennjam Apostolśkoji Administratury Łemkiwszczyny (1828–1939), (ukr.), Lwów 1995, ISBN 5-7745-0672-X